# ヴィーコリ
ヴィーコリ（イタリア語: Vicoli）は、イタリア共和国アブルッツォ州ペスカーラ県にある、人口約400人の基礎自治体（コムーネ）。

## 地理

### 位置・広がり

#### 隣接コムーネ
隣接するコムーネは以下の通り。
- ブリットリ
- カルピネート・デッラ・ノーラ
- チヴィタクアーナ
- チヴィテッラ・カザノーヴァ

## 行政

### 分離集落
ヴィーコリには、以下の分離集落（フラツィオーネ）がある。
- San Vincenzo, La Penna, Le Pietre, Piano Vanardi